# Eupoa prima
Eupoa prima là một loài nhện trong họ Salticidae.
Loài này thuộc chi Eupoa. Eupoa prima được Marek Żabka miêu tả năm 1985.